# Richard Prince

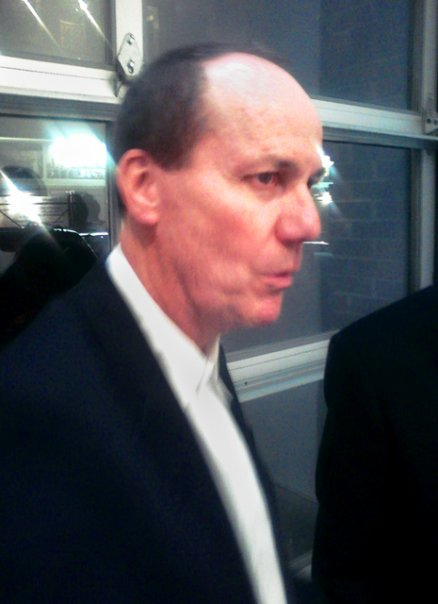
Richard Prince (2008)

Richard Prince (* 6. August 1949 in Panamakanalzone) ist ein amerikanischer Maler und Fotograf. Er ist ein Vertreter der Appropriation Art.

## Werk
Prince beschäftigt sich überwiegend mit den trivialen Mythen der amerikanischen Alltagskultur. Dabei verwendet er häufig Werbeanzeigen aus Zeitschriften, die er fotografiert und mit teilweise verändertem Ausschnitt, Körnigkeit oder Farbe wieder veröffentlicht. Er bezeichnet diese Art zu arbeiten als „refotografieren“.
Seine bekannteste Arbeit ist die 1980–1987 entstandene Serie „Cowboys“, die aus fotografierten Ausschnitten von Marlboro-Anzeigen (deren Originale vom Schweizer Fotografen Hannes Schmid stammen) besteht. Das Bild Untitled (Cowboy) wurde 2005 bei Christie’s New York um einen Preis von über 1 Million Dollar versteigert. Im November 2007 wurde auf einer Auktion bei Sotheby’s in New York ein weiteres Bild aus gleicher Serie für 3,4 Millionen Dollar veräußert und war damit das teuerste je verkaufte Einzelfoto.
Seine Arbeiten der Malerei setzen sich seit Mitte der 1980er Jahre mit Witzen (Jokes) auseinander, die er entweder ohne jeden Zusatz auf monochrom grundierte Leinwände schreibt oder mit Zeichnungen, Malereien und Cartoons erweitert.
In den folgenden Jahren entstanden weitere Serien mit den Bezeichnungen Car Hoods, Check Paintings und Nurse Paintings. Ein Beispiel aus der letzten Serie ist „Hollywood Nurse #4“ aus dem Jahre 2004, das 2010 in New York versteigert wurde, und „Very Private Nurse #1“. Er selbst sammelt Erstausgaben der Lolita von Vladimir Nabokov.
Prince nahm 1988 an der Biennale von Venedig und 1992 an der documenta 9 teil.
Er lebt in New York.

## Kritik
Prince wurde kritisiert, Bilder aus dem Internet bzw. Instagram mit dem Handy abzufotografieren, zu vergrößern und für ca. 90.000 $ zu verkaufen, ohne die Fotografen am Gewinn zu beteiligen.

## Ausstellungen (Auswahl)
- 1990 Jablonka-Galerie, Köln und Gisela Capitain, Köln: „Richard Prince: Jokes, Gangs, Hoods“
- 1992 documenta 9, Kassel; Whitney Museum of American Art, New York
- 1993 Kunstverein für die Rheinlande und Westfalen, Düsseldorf; Museum Boijmans Van Beuningen, Rotterdam
- 1994 Haus der Kunst München
- 1996 Kunsthalle Zürich; Saatchi Gallery, London
- 1997 Museum Haus Lange, Museum Haus Esters, Krefeld; Deichtorhallen Hamburg; Museum of Modern Art, New York; Kunstraum Neue Kunst, Hannover; White Cube, London
- 1998 Galerie Sabine Knust, München; Regen Projects, Los Angeles; Anton Kern, New York; Skarstedt Fine Art, New York
- 2000 Galerie Jürgen Becker, Hamburg; Jablonka Galerie; Barbara Gladstone Gallery, New York
- 2001 Kunsthalle Wien; Aldrich Museum of Contemporary Art, Ridgefield
- 2007 Spiritual America – Guggenheim Museum, New York
- 2014 It’s a Free Concert., Kunsthaus Bregenz[3]

## Sammlungen
- Modern Art Museum of Fort Worth, Fort Worth, Texas
- Museum of Contemporary Art, Chicago
- Museum of Contemporary Art, Los Angeles
- Walker Art Center, Minneapolis
- National Gallery of Canada, Ottawa
- Kunstmuseum Basel
- Museum für Gegenwartskunst, Basel
- SAFN Reykjavík
- Sammlung Falckenberg, Hamburg
- Sammlung Reinking, Hamburg
- Sammlung Goetz, München
- Sprengel-Museum, Hannover

## Nachweise
1. ↑  Artobserved: Richard Prince Photo Breaks Auction Record, 8. Januar 2008
2. ↑  Instagram-Bilder für 90 000 Dollar. In: sueddeutsche.de. 1. Juni 2015, abgerufen am 30. Juni 2018.
3. ↑  Mitteilung zur Ausstellung, abgerufen am 9. September 2014.

| Personendaten    | Personendaten                     |
| ---------------- | --------------------------------- |
| NAME             | Prince, Richard                   |
| KURZBESCHREIBUNG | amerikanischer Maler und Fotograf |
| GEBURTSDATUM     | 6. August 1949                    |
| GEBURTSORT       | Panamakanalzone                   |